# Bursa natalensis
Bursa natalensis is een slakkensoort uit de familie van de Bursidae. De wetenschappelijke naam van de soort is voor het eerst geldig gepubliceerd in 1970 door Coelho & Matthews.